# Silicon

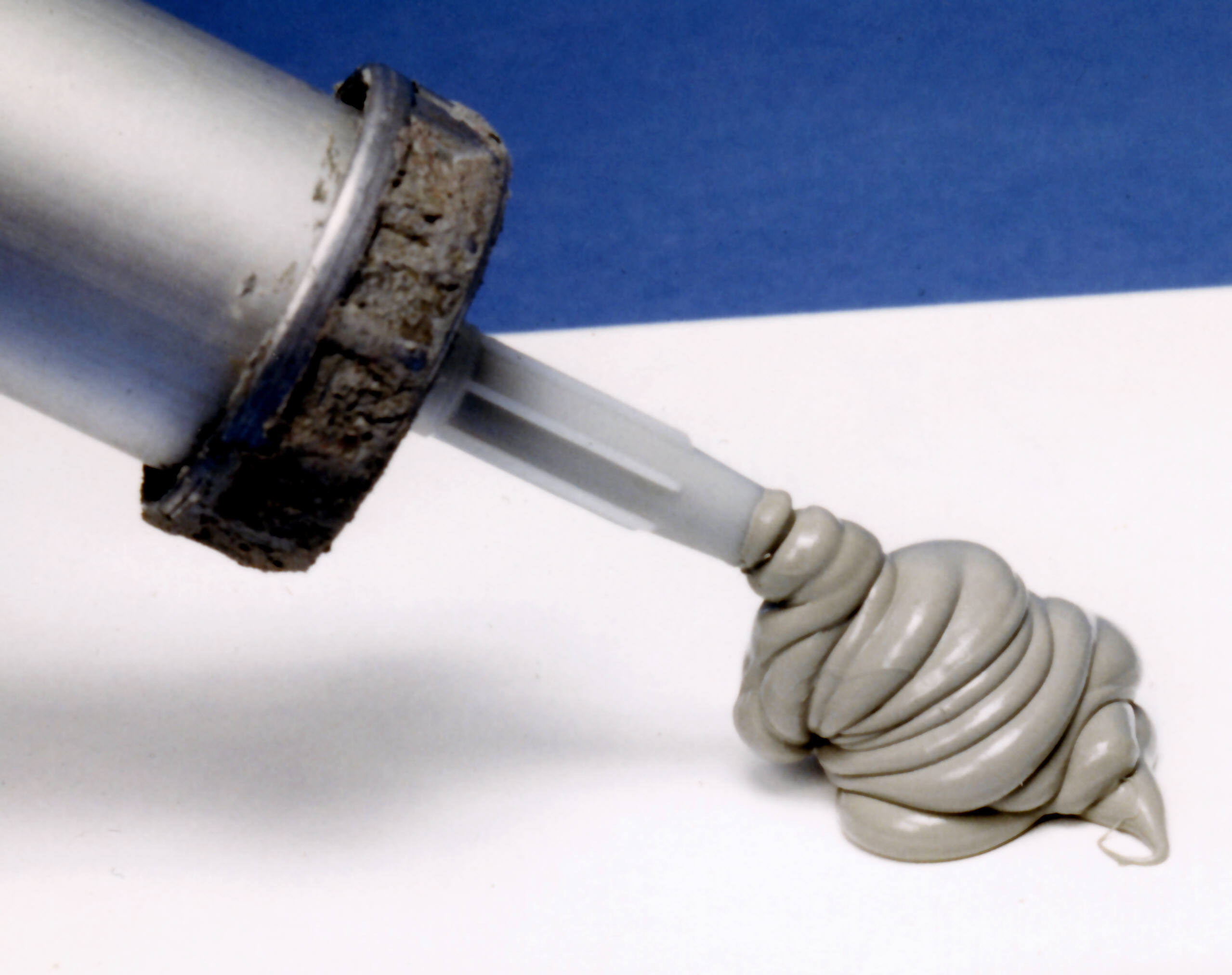
Pastă siliconică

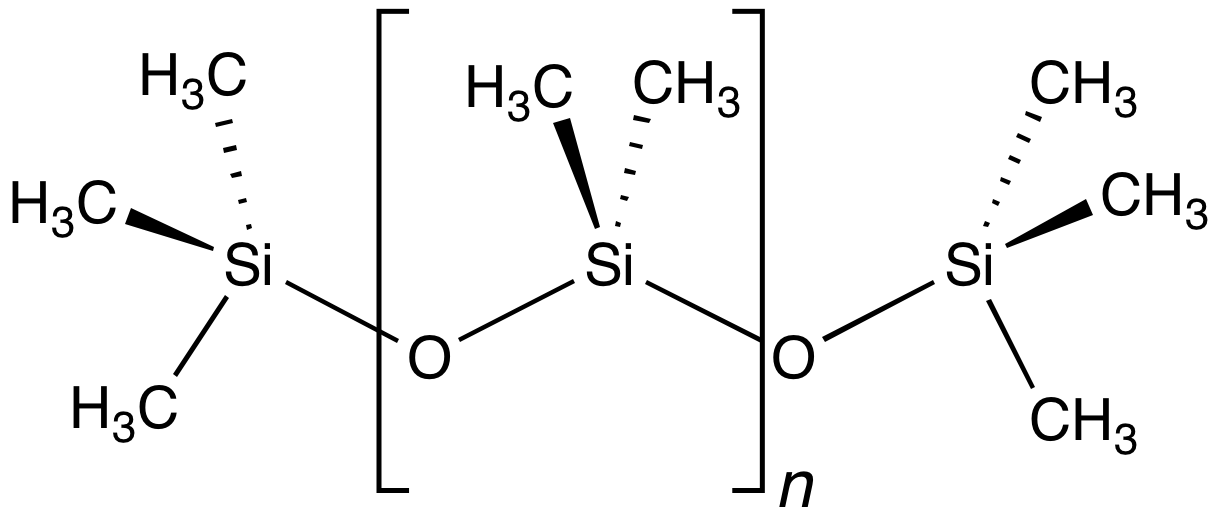
Structura polidimetilsiloxanului

Siliconii sau polisiloxanii sunt polimeri obținuți din siloxani, cu formula generală −R2Si−O−SiR2−, unde R = este un rest organic. Sunt de obicei compuși incolori uleioși sau elastomerici. Au diferite aplicații, printre care se numără în: adezivi, lubrifianți, medicină, ustensile de gătit, izolare termică și electrică. Pot fi regăsiți sub formă de uleiuri siliconice, grăsimi siliconice, cauciucuri siliconice sau rășini siliconice.